# カメレオン (ハロウィンのアルバム)
『カメレオン』（Chameleon）は、ドイツのヘヴィメタルバンド、ハロウィンが1993年に発表したアルバム。

## 概要
日本とイギリスでは前作から2年ぶり、それ以外の欧州では1年ぶりに発表された通算5作目のアルバム。プロデュースはバンド(セルフプロデュース)とトミー・ハンセンの共同名義。
ソングライターであるキスク、ヴァイカート、グラポウが4曲ずつ持ち寄って全12曲となっている。「First Time」はヴァイカートがハロウィン加入前に、結成していたバンドPOWERFOOLの楽曲のリメイク。
前作よりもさらに『Keeper Of The Seven Keys Part1』及び『Keeper Of The Seven Keys Part2』から音楽性は別方向に向かい、ホーン・セクションの導入や、フォークロックやカントリーロック的な要素を加えた曲など、ほぼ完全に自ら築いたメロディック・パワーメタル指向の楽曲及びサウンドは本作には存在しない。全体的にヴァイカート作のいくつかの楽曲だけにハードロック要素が残っている程度で、ラフでレイドバックしたロックン・ロール的な要素が目立つ、「脱Keeper∼」路線の極みとも表現しうる内容となった。無論日本、欧米共に「駄作」との評価を受けた。
しかしそもそも個人的嗜好ではヘヴィメタル、ハードロックがあまり好きではなかったとこの当時語っていたキスクにとっては、とても気に入っている作品と自己評価している。

## 収録曲
1. ファースト・タイム First Time
（作詞・作曲：Michael Weikath / 編曲：Helloween・Tommy Hansen）
2. ホェン・ザ・シナー When the Sinner
（作詞・作曲：Michael Kiske / 編曲：Helloween・Tommy Hansen）
3. アイ・ドント・ウォナ・クライ・ノー・モア I Don't Wanna Cry No More
（作詞・作曲：Roland Grapow / 編曲：Helloween・Tommy Hansen）
4. クレイジー・キャット Crazy Cat
（作詞・作曲：Roland Grapow / 編曲：Helloween・Tommy Hansen）
5. ジャイアンツ Giants
（作詞・作曲：Michael Weikath / 編曲：Helloween・Tommy Hansen）
6. ウィンドミル Windmill
（作詞・作曲：Michael Weikath / 編曲：Helloween・Tommy Hansen）
7. レヴォリューション・ナウ Revolution Now
（作詞・作曲：Michael Weikath / 編曲：Helloween・Tommy Hansen）
8. イン・ザ・ナイト In The Night
（作詞・作曲：Michael Kiske / 編曲：Helloween・Tommy Hansen）
9. ミュージック Music
（作詞・作曲：Roland Grapow / 編曲：Helloween・Tommy Hansen）
10. ステップ・アウト・オブ・ヘル Step Out of Hell
（作詞・作曲：Roland Grapow / 編曲：Helloween・Tommy Hansen）
11. アイ・ビリーヴ I Believe
（作詞・作曲：Michael Kiske / 編曲：Helloween・Tommy Hansen）
12. ロンギング Longing
（作詞・作曲：Michael Kiske / 編曲：Helloween・Tommy Hansen）

### エクスパンディッド・エディション・ボーナス・ディスク
1. アイ・ドント・ケア、ユー・ドント・ケア I  Don't Care, You Don't Care
7thシングル「When the Sinner」のC/W
2. オリエンタル・ジャーニー Oriental Journey
7thシングル「When the Sinner」のC/W
3. カット・イン・ザ・ミドル Cut in the Middle
9thシングル「Windmill」のC/W
4. イントロダクション Introduction
9thシングル「Windmill」のC/W
5. ゲット・ミー・アウト・オブ・ヒア Get Me out of Here
9thシングル「Windmill」のC/W
6. レッド・ソックス・アンド・ザ・スメル・オブ・トゥリーズ Red Socks and the Smell of Trees
8thシングル「I Don't Wanna Cry No More」のC/W
7. エイント・ゴット・ナッシング・ベター Ain't Got Nothing Better
8thシングル「I Don't Wanna Cry No More」のC/W
8. ウィンドミル（未発表デモ）Windmill (Demo Version)

## 参加ミュージシャン
- マイケル・キスク - vocals
- マイケル・ヴァイカート - guitar
- ローランド・グラポウ - guitar
- マーカス・グロスコフ - bass
- インゴ・シュヴィヒテンバーグ - drums